# Koolunga
Koolunga är en ort i Australien. Den ligger i kommunen Port Pirie Regional Council och delstaten South Australia, omkring 150 kilometer norr om delstatshuvudstaden Adelaide. Antalet invånare är 201.
Trakten runt Koolunga är nära nog obefolkad, med mindre än två invånare per kvadratkilometer.. Närmaste större samhälle är Brinkworth, omkring 14 kilometer sydost om Koolunga.
Trakten runt Koolunga består till största delen av jordbruksmark. Genomsnittlig årsnederbörd är 581 millimeter. Den regnigaste månaden är juni, med i genomsnitt 95 mm nederbörd, och den torraste är december, med 13 mm nederbörd.